# تخفيض غطاء البظر
تخفيض غطاء البظر (بالإنجليزية: vestibulectomy)‏ هي عملية جراحية تهم بالأساس النساء، حيث يُمكن استخدامها لعلاج آلام الفرج وتقرحاته، وذلك من خلال مجموعة من الطرق لعل أبرزها عملية إزالة الأنسجة التي تُسبب الألم أو الخلل، هذا وتجدر الإشارة إلى أن كمية الأنسجة التي يُمكن إزالتها أثناء الجراحة يمكن أن تختلف من امرأة إلى أخرى ومن حالة إلى أخرى أيضا، خصوصا وأن الجراحة تتم تحت الصماخ البولي وصولا إلى حدود منطقة العجان. وقد تُسبب هذه العملية بعض الشقوق على الجدران المجاورة للشفرين الصغيرين، كما أنها قد تتسبب في إزالة هياكل بأكملها على غرار غشاء البكارة. الأغشية المخاطية، غدد بارثولين ثم القنوات طفيفة الغدد الدهليزية.
في بعض العمليات الجراحية، تكون عملية إزالة الأنسجة غير واسعة، حيث يتم فيها فقط سحب الأنسجة التي علقت في الغشاء المخاطي المهبلي. عموما، فهذه الجراحة غالبا ما تُستخدم لعلاج فولفودينيا والحزاز المتصلب.
تشمل مضاعفات تخفيض غطاء البظر النزيف أو التسبب بالعدوى، أما المضاعفات على المدى الطويل فقد تكون ضعف في عضلات الشرج، تغييرات تجميلية، انخفاض في تزييت المهبل. هذا وقد أشارت بعض التقارير إلى أن نسبة النساء الراضيات عن نتائج العملية الجراحية وصلت إلى 90%.